# Rio Caiapó (vattendrag i Brasilien, Goiás)
Rio Caiapó är ett vattendrag i Brasilien.   Det ligger i delstaten Goiás, i den centrala delen av landet, 400 km väster om huvudstaden Brasília.
Omgivningarna runt Rio Caiapó är huvudsakligen savann. Runt Rio Caiapó är det glesbefolkat, med 11 invånare per kvadratkilometer.